# 曹琮
曹琮（?—?），沛國譙縣（現在的安徽省亳州市）人，曹操的孙子，彭城王曹據之子。过继给曹冲为后。
建安二十二年（217年），汉献帝封曹琮为邓侯。黄初三年（222年），魏文帝曹丕进曹琮爵，徙封冠军公。黄初四年（223年），徙封己氏公。太和五年（231年），追谥曹冲为邓哀王。景初元年（237年），曹琮因为於中尚方作禁物，削三百户，贬爵为都乡侯。景初三年（239年），在为己氏公。正始七年（246年），转封平阳公。景初、正元、景元年间，多次增邑，一共一千九百户。